# Jan Spilka
Jan Zdzisław Spilka (ur. 11 lipca 1885 w Stanisławowie, zm. 12 sierpnia 1942 w KL Auschwitz) – podpułkownik artylerii Wojska Polskiego, kawaler Orderu Virtuti Militari, inżynier, radca ministerialny.

## Życiorys
Urodził się 11 lipca 1885 w Stanisławowie, w rodzinie Hilarego i Zuzanny z Ramoszyńskich .
Na stopień porucznika rezerwy został mianowany ze starszeństwem z 1 stycznia 1908 w korpusie oficerów artylerii polowej i górskiej. Został przydzielony w rezerwie do 3. Dywizjonu Ciężkich Haubic w Przemyślu. W 1912 został przeniesiony w rezerwie do 11. Dywizjonu Ciężkich Haubic we Lwowie. W szeregach tego oddziału wziął udział w mobilizacji sił zbrojnych Monarchii Austro-Węgierskiej, wprowadzonej w związku z wojną na Bałkanach (1912–1913), a następnie walczył na frontach I wojny światowej (później z tego dywizjonu powstał Pułk Artylerii Polowej Ciężkiej Nr 30). Na stopień nadporucznika rezerwy został awansowany ze starszeństwem z 1 listopada 1914, a na stopień kapitana rezerwy ze starszeństwem z 1 lutego 1918.
W czasie wojny z bolszewikami walczył w szeregach 6 pułku artylerii polowej. 15 lipca 1920 jako oficer tego pułku został zatwierdzony z dniem 1 kwietnia 1920 w stopniu majora, w artylerii, w grupie oficerów byłej armii austro-węgierskiej. 1 maja 1921 został przeniesiony do rezerwy. Miał przydział w rezerwie do 6 pułku artylerii polowej w Krakowie. 8 stycznia 1924 został zatwierdzony w stopniu podpułkownika ze starszeństwem z 1 czerwca 1919 i 23. lokatą w korpusie oficerów rezerwy artylerii. W 1934 jako oficer rezerwy pozostawał w ewidencji Powiatowej Komendy Uzupełnień Gdynia. Miał przydział do Oficerskiej Kadry Okręgowej Nr VIII, był wówczas w grupie oficerów „powyżej 40 roku życia”.
W 1924 w Nowym Sączu był geometrą cywilnym, upoważnionym rządowo do wykonywania zawodu mierniczego. Później był zatrudniony w Centrali Ministerstwa Robót Publicznych na stanowisku referendarza w VII stopniu służbowym. Na początku 1930 został mianowany radcą ministerialnym w VI st. sł., a wiosną 1932 przeniesiony do Urzędu Wojewódzkiego w Toruniu (Dyrekcja Robót Publicznych).
Mieszkał w Wejherowie przy ul. Gdańskiej 38. Piastował godność prezesa miejscowego Koła Związku Oficerów Rezerwy i szefa Delegatury Państwowej Rady Ochrony Przyrody w Wejherowie na powiat morski. 20 sierpnia 1934 został zatwierdzony na stanowisku członka Zarządu Oddziału Pomorskiego Związku Harcerstwa Polskiego.
W czasie okupacji niemieckiej mieszkał w Zakopanem . 2 kwietnia 1942 został zatrzymany . 27 maja 1942 przybył do obozu koncentracyjnego Auschwitz, gdzie zginął 12 sierpnia  . Jego symboliczny grób znajduje się na nowym cmentarzu parafialnym w Wejherowie (sektor 8, rząd 1, Id grobu: 5853). W tym samym grobie zostały pochowane: żona Maria Spilka (1892–1981) i córka Maria Spilka (1919–1999). Jan Spilka miał również syna Zdzisława (ur. 27 kwietnia 1914).

## Ordery i odznaczenia
- Krzyż Srebrny Orderu Wojskowego Virtuti Militari nr 584[1] – 22 lutego 1921[35][36][21]
- Krzyż Walecznych trzykrotnie[37][21][38]
- Medal Pamiątkowy za Wojnę 1918–1921 – 27 maja 1929[39]
- Brązowy Medal Zasługi Wojskowej na wstążce Krzyża Zasługi Wojskowej[12]
- Krzyż Pamiątkowy Mobilizacji 1912–1913[9]

5 listopada 1935 Komitet Krzyża i Medalu Niepodległości odrzucił wniosek o nadanie mu tego odznaczenia „z powodu braku pracy niepodległościowej”.